# Casa de les Comèdies (Palma)
La Casa de les Comèdies fou el principal teatre de l'illa de Mallorca durant els segles xvii, xviii i primera meitat de xix. Corresponia a la tipologia d'un corral de comèdies espanyol, i fou inaugurat el 1667. Romangué obsolet el segle xix, i fou enderrocat el 1854; en el seu lloc es construí el Teatre Principal de Palma, que el substituí com a principal teatre de referència de la ciutat i l'illa.

## Història

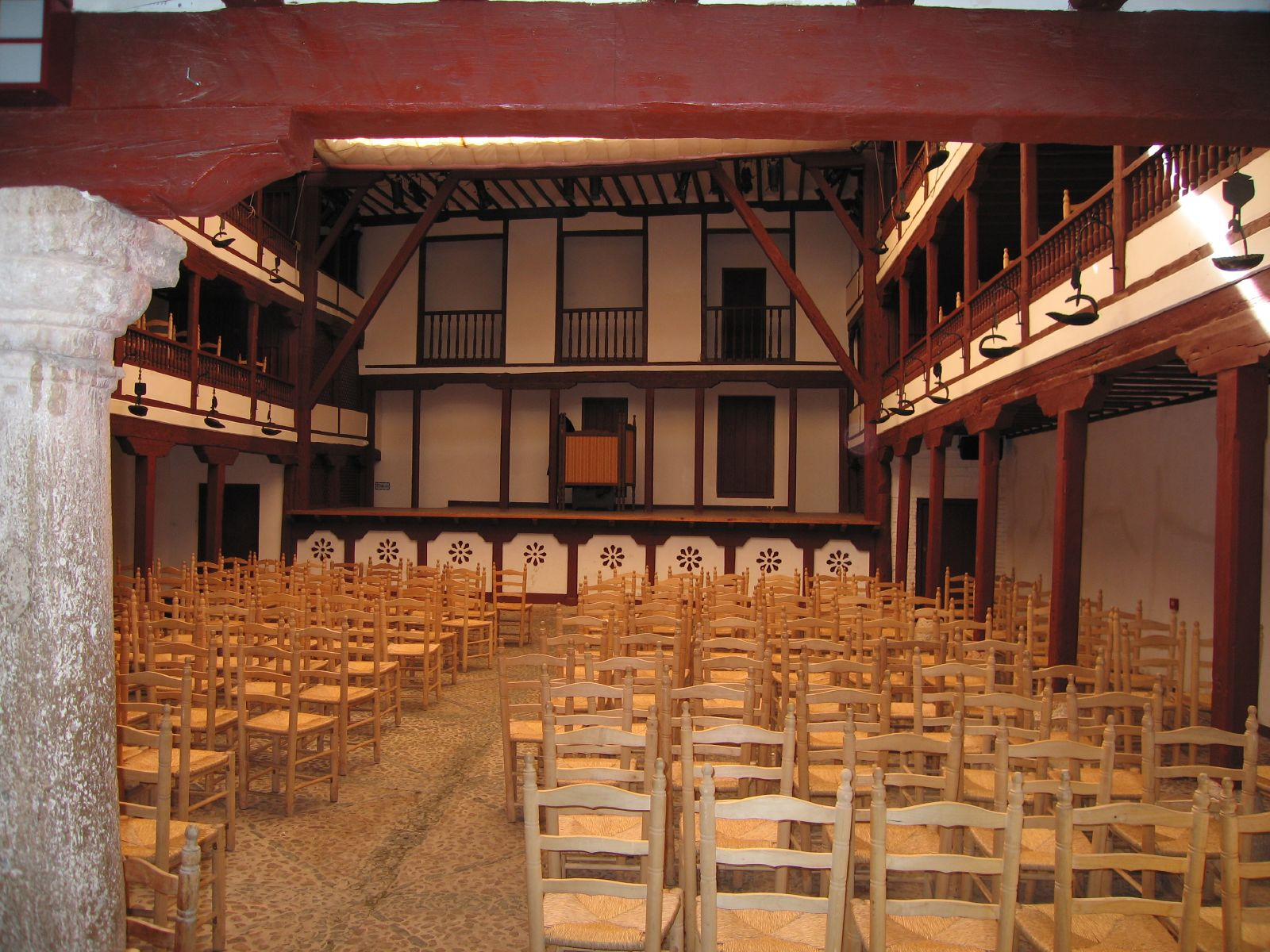
La Casa de les Comèdies de Mallorca devia ser semblant al Corral de Comèdies d'Almagro (a la imatge).

El segle xvii, el teatre s'havia popularitzat molt com a activitat d'oci a Mallorca, principalment a través de les obres del teatre barroc del segle d'or espanyol. Malgrat tot, a la ciutat no hi havia cap edifici de referència per acollir representacions teatrals no religioses. Per donar sortida a aquesta demanda popular, el 1662 Ferran Moix va convèncer el paborde de la Seu, Joan Barceló, perquè cedís a l'Hospital General un terreny que havia heretat a l'antic llit de la Riera, entre la Rambla i el Mercat. Així, el nou teatre tendria una doble finalitat: donar resposta a la demanda popular de teatre i sufragar les despeses de l'Hospital.
El teatre, anomenat Casa de les Comèdies, s'inaugurà el 27 d'agost de 1667, i el primer encarregat i organitzador fou Ferran Moix. Es tractava d'un edifici de factura força simple, amb una capacitat d'uns 800 espectadors i estructura de corral de comèdies, pròpia del teatre espanyol del segle xvii: de planta rectangular, amb cassola i llotges, de tal manera que la distribució permetia identificar la classe social de cadascú. Pel que fa a la programació, malgrat que l'organització i el manteniment depenia dels regidors de l'Hospital General, els estatuts deien que també depenia de la Universitat; a més, els virreis i els bisbes tenien potestat per autoritzar i denegar representacions.

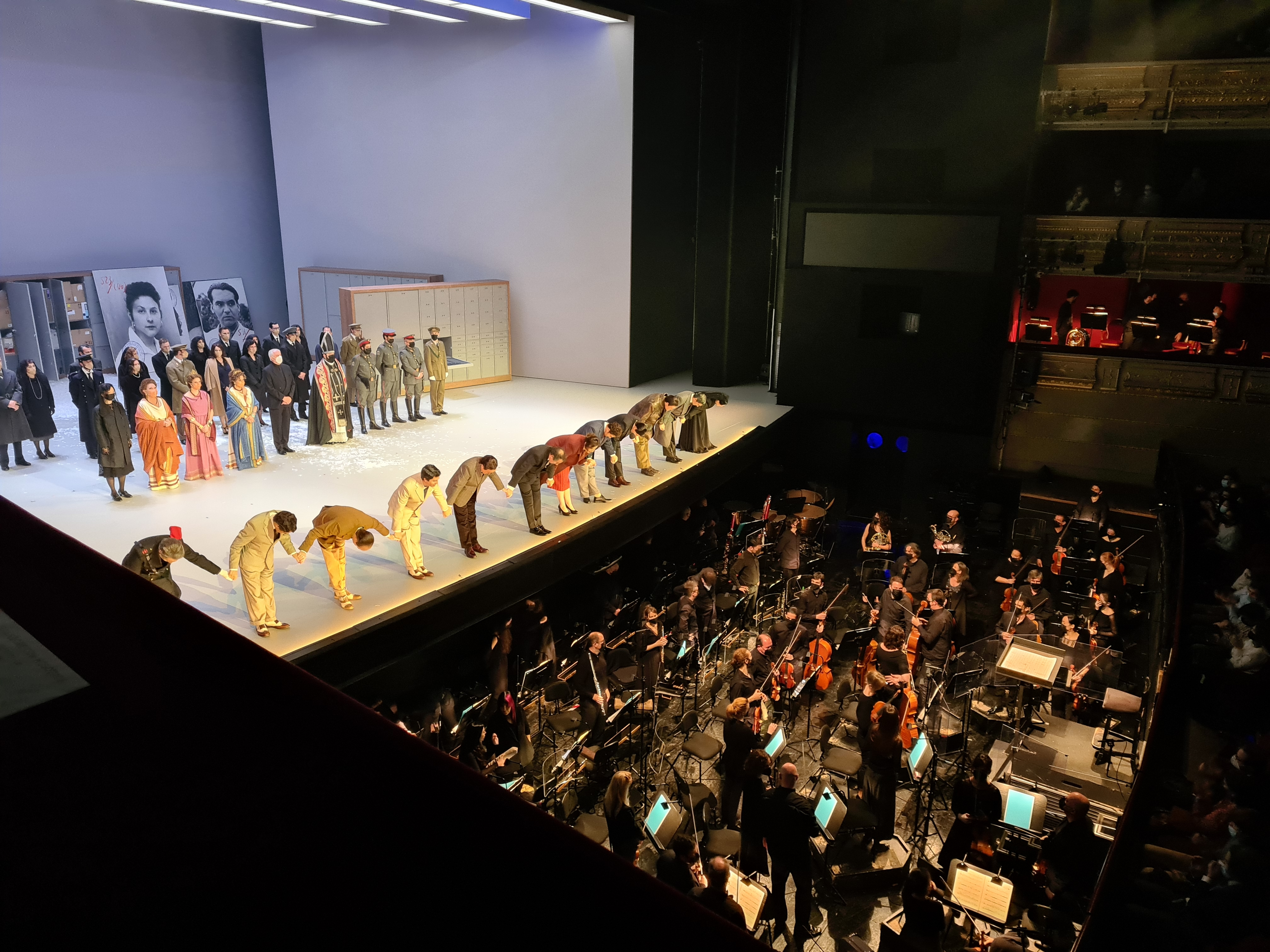
La representació d'una òpera requereix un fossat per l'orquestra, i la Casa de les Comèdies no en tenia.

El 1692, el sostre del teatre s'esfondrà, i fou reformat pel picapedrer Antoni Seguí. El 1704, amb la Guerra de Successió, les representacions esdevengueren ocasionals; el 1715, amb la victòria de Felip V, es clausurà el teatre i es destinà a la caserna del regiment d'infanteria de Galícia. Durant un període de gairebé quaranta anys, no hi hagué representacions a la Casa de les Comèdies.
El 1742, la Casa de les Comèdies reprengué la seva activitat. Llavors, el gust pel teatre havia mudat d'ençà de l'obertura de les Comèdies: ara predominava el gust per l'òpera. L'edifici, però, no estava pensat per aquestes actuacions, i les condicions en què es representaven no eren les millors, i així s'anaren fent reformes i remodelacions per acomodar-lo a les necessitats i el gust de l'època. D'altra banda, el regnat de Ferran VI (1746-1760) fou conflictiu pel món del teatre, amb grans prohibicions i censures.
El regnat de Carles III (1760-1788) comportà una revifalla en el teatre a Mallorca, mentre que el del seu fill Carles IV (1788-1808) fou més ambigu, amb períodes d'activitat intensa i anys de clausura. Durant la Guerra del Francès, de 1808 a 1811 romangué tancat, però de 1811 a 1818, hi hagué gran activitat, en part pel públic de refugiats que s'hi congregava. Mentre que el Trienni Constitucional fou d'activitat discreta, la Dècada Ominosa fou molt prolífica.

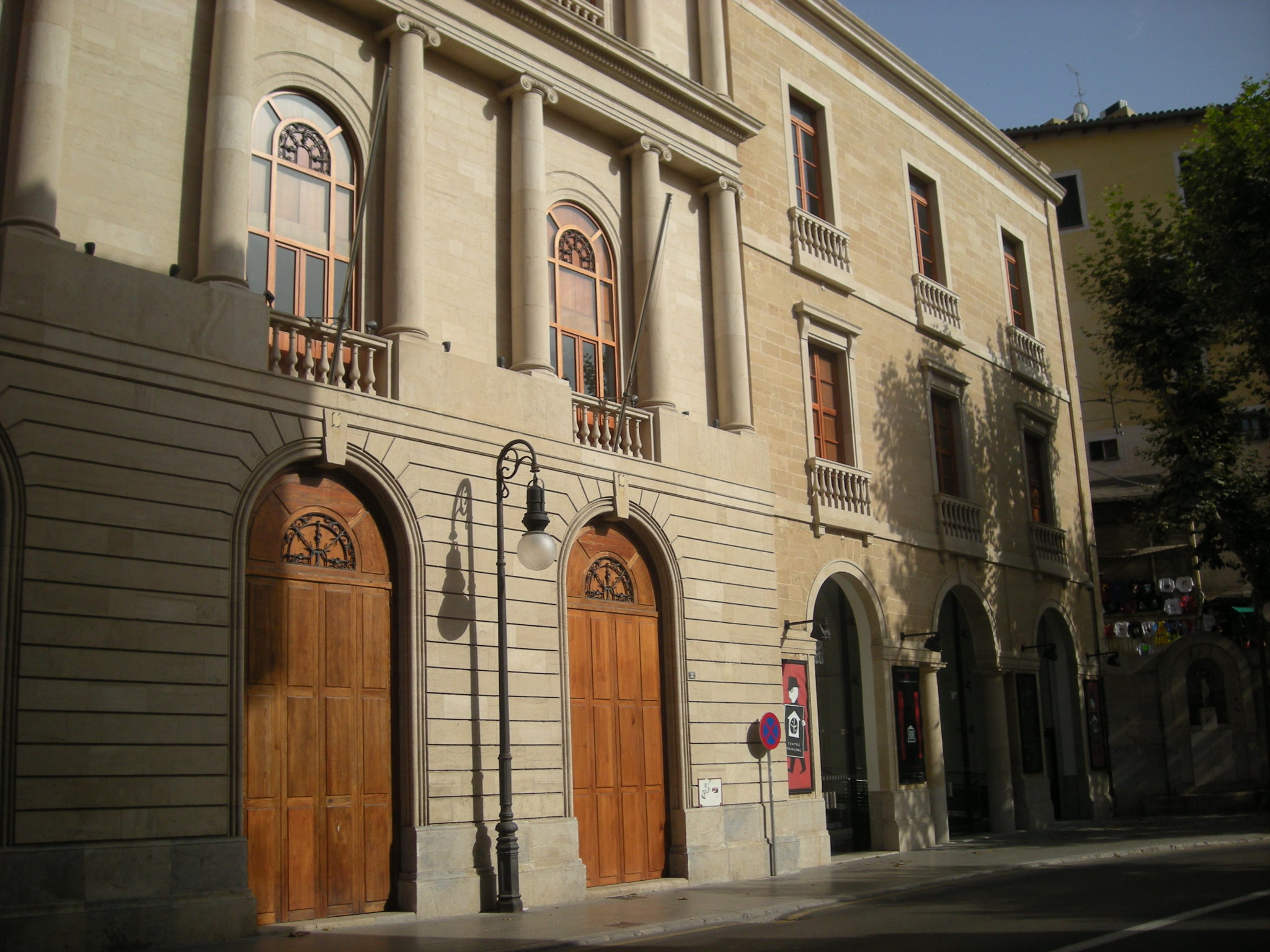
El Teatre Principal, en estil neoclàssic, substituí l'antiga Casa de les Comèdies.

Atesa la poca adequació de l'edifici per les necessitats del teatre del segle xix, el 1849 s'acordà la clausura de la Casa de les Comèdies i la seva substitució per un nou edifici. El tancament, tal vegada apressat per un petit terratrèmol sense conseqüències el 15 de maig de 1851, es feu efectiu el 14 de maig de 1852, i la demolició, començada el 3 de febrer de 1853, fou definitiva el 2 de novembre de 1854. Tot seguit, començaren les obres d'un nou edifici, el que seria l'actual Teatre Principal.
La Casa de les Comèdies donà nom a la plaça de les Comèdies, situada entre la plaça del Mercat i la Rambla, el que actualment són la plaça de Weyler i el carrer de la Riera; fins al segle xix (encara a 1833), la plaça acollí la Carnisseria d'Avall. Amb l'esbucament el 1898 de la illeta d'en Moragues, situada entre el Grand Hotel i Can Berga, l'espai s'engrandí, i la nova plaça es dedicà al general Weyler.